# Podvysoká
Podvysoká é um município da Eslováquia, situado no distrito de Čadca, na região de Žilina. Tem 5,61 km² de área e sua população em 2018 foi estimada em 1.333 habitantes.

## Demografia
| Ano:        | 1994 | 2004    | 2014   | 2024   |
| ----------- | ---- | ------- | ------ | ------ |
| Broj ljudi: | 1095 | 1213    | 1326   | 1347   |
| Razlika:    |      | +10,77% | +9,31% | +1,58% |

| Ano:               | 2023 | 2024   |
| ------------------ | ---- | ------ |
| Número de pessoas: | 1359 | 1347   |
| Diferença:         |      | -0,88% |